# سید جمال‌الدین اخوی
سید جمال‌الدین اخوی (۱۲۷۰–۱۳۶۲) از مقامات قضائی و قانونگذاران دوره پهلوی، عضو پیوسته فرهنگستان و رئیس بنیاد پهلوی بود.

## تحصیلات
پدرش سید نصرالله اخوی مجتهد و دادستان کل کشور در زمان رضا شاه بود. تحصیلات مدرن را در دارالفنون به انتها رسانید و بعد به تحصیل علوم اسلامی پرداخت و سپس دوباره به علوم جدید روی آورده و در مدرسه سن لوئی مشغول یادگیری دروس علمی و زبان فرانسه شد. بعد ازآن به دانشگاه تهران رفت و لیسانس قضائی گرفت؛ و برای دوره تکمیلی در سال ۱۳۰۸ به فرانسه اعزام شده و از انستیتوی جرم‌شناسی پاریس مدرک خود را اخذ کرد.

## فعالیتها
اخوی در کابینهای مختلفی حضور داشت وی در دوره دولت ملی محمد مصدق به سمت دادستان کل کشور فعالیت داشت. وی بعد از کودتای ۲۸ مرداد ۱۳۳۲ در کابینه تیمسار زاهدی به سمت وزارت دادگستری منصوب شد که در این سمت قضاتی را که در زمان مصدق برکنار شده بودند، به سر کار برگرداند و قانونی برای تشدید مجازات سارقین مسلح به تصویب رساند. او در آذر ۱۳۳۳ از وزارت دادگستری کنار رفت و وزیر مشاور شد. سال بعد با روی کار آمدن کابینه حسین علاء بار دیگر وزارت دادگستری را برعهده گرفت.
اخوی در انتخابات زمستانی دوره بیستم به عنوان عضو حزب میلیون به نمایندگی مجلس انتخاب شد. اعتراض الهیار صالح به نحوه انتخاب شدن او و عدم جلوگیری وی در زمان ریاست انجمن نظارت بر انتخابات در دوره تابستانی مجلس دوره بیستم باعث شد که دیگر در عرصه سیاسی نتواند فعالیت کند.< و پس از این ماجرا از سیاست گناره‌گیری کرده و در دانشگاه الهیات دانشگاه تهران و مدرسه سپهسالار به تدریس مشغول شد.<
اخوی ۱۳۵۷ به ریاست کمیسیون ویژهٔ رسیدگی به دارائی‌های بستگان خاندان پهلوی و بنیاد پهلوی منصوب شد.